# جوليان فوسيرير
جوليان فوسيرير (14 يناير 1987 بليون في فرنسا - ) (بالفرنسية: Julien Faussurier) هو لاعب كرة قدم فرنسي في مركز الدفاع. لعب مع نادي تروا ونادي سوشو.

## وصلات خارجية
- جوليان فوسيرير على موقع قاعدة بيانات كرة القدم.إي يو (الإنجليزية)
- جوليان فوسيرير على موقع ليكيب (الفرنسية)
- جوليان فوسيرير على موقع Soccerway.com (الإنجليزية)
- جوليان فوسيرير على موقع عالم كرة القدم.نت (الإنجليزية)
- جوليان فوسيرير على موقع AS.com (الإسبانية)